# Katy Hoffmeister

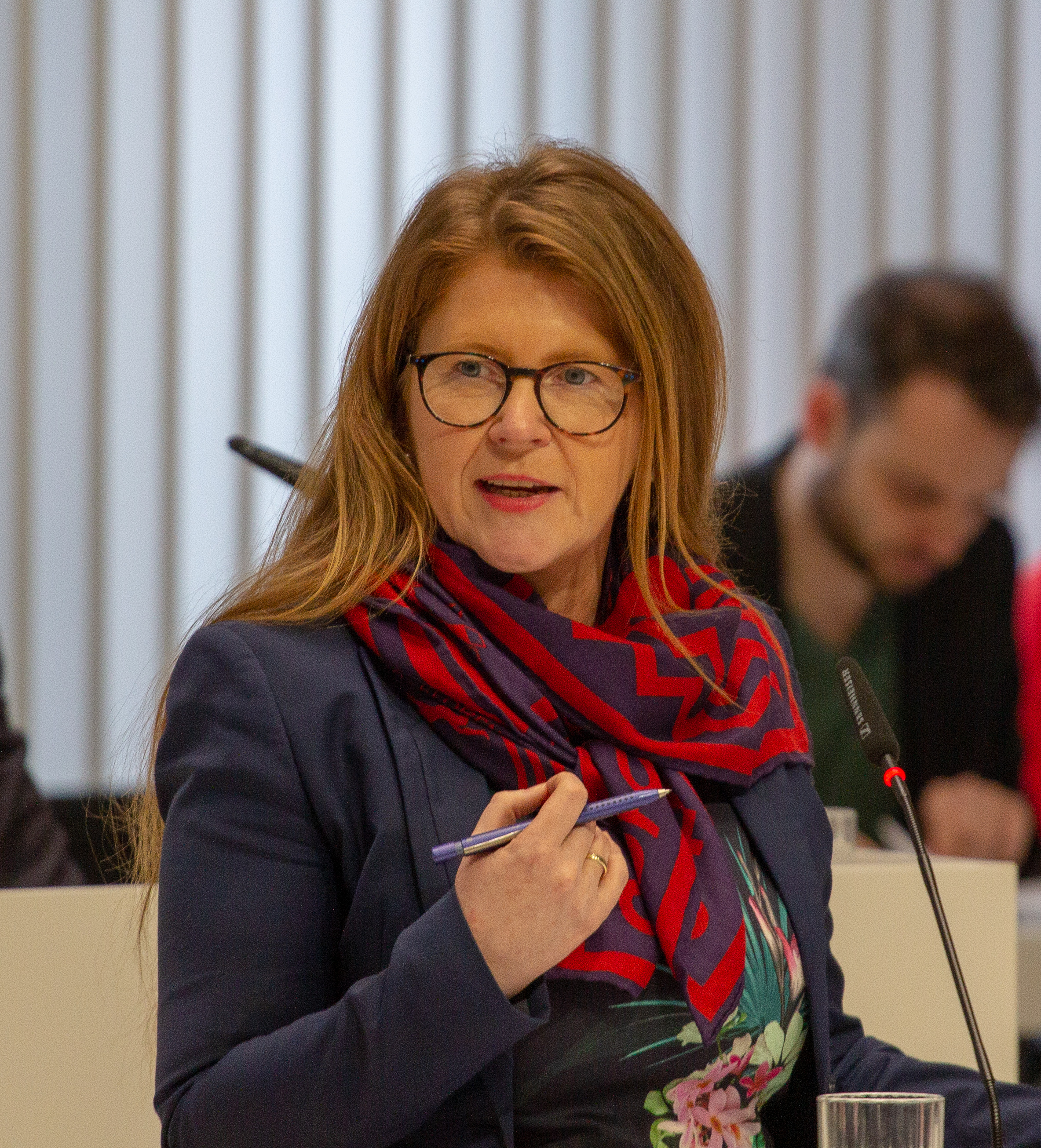
Katy Hoffmeister, 2019

Katy Hoffmeister (* 17. April 1973 in Kühlungsborn) ist eine deutsche Politikerin (CDU). Sie war von 2016 bis 2021 Justizministerin des Landes Mecklenburg-Vorpommern. Seit 2021 ist sie Abgeordnete des Landtags von Mecklenburg-Vorpommern. Seit 2025 ist sie Generalsekretärin der CDU Mecklenburg-Vorpommern.

## Leben
Hoffmeister studierte Rechtswissenschaften an der Universität Rostock, an der sie 1996 das erste Staatsexamen ablegte. Nach dem Rechtsreferendariat in Schleswig-Holstein von 1997 bis 1999 legte sie das zweite Staatsexamen ab. Von 2000 bis 2003 war sie als Assistentin an der Juristischen Fakultät der Universität Rostock beschäftigt. Von 2003 bis 2016 war sie im Management der Universitätsmedizin Rostock tätig, zuletzt als Dezernentin für Personal und Recht und Stellvertretender Kaufmännischer Vorstand.
Sie ist evangelisch und seit 2021 erstes stellvertretendes Mitglied der 13. Synode der Evangelischen Kirche in Deutschland.

## Politik
Hoffmeister ist seit 1999 Mitglied der CDU und gehört dem Landesvorstand an.
2013 kandidierte sie für das Amt der Landrätin im Landkreis Rostock. Nachdem sie im ersten Wahlgang die meisten Stimmen auf sich vereinigen konnte, unterlag sie in der Stichwahl knapp SPD-Kandidat Sebastian Constien mit 49,3 % der Stimmen.
Am 1. November 2016 wurde Hoffmeister als Nachfolgerin von Uta-Maria Kuder als Justizministerin im Kabinett vereidigt. Am 15. November 2021 schied sie nach der Bildung eines neuen Kabinetts ohne CDU-Beteiligung aus ihrem Ministeramt aus.
Bei der Landtagswahl in Mecklenburg-Vorpommern 2021 wurde sie über die Landesliste in den Landtag gewählt.
Im März 2022 wurde sie zur stellvertretenden Vorsitzenden der CDU Mecklenburg-Vorpommern gewählt. Im Mai 2025 wurde sie zur kommissarischen Generalsekretärin der CDU Mecklenburg-Vorpommern berufen.

## Familie
Katy Hoffmeister ist mit dem Rektor der Hochschule Wismar und ehemaligen Vize-Landesvorsitzenden der SPD, Bodo Wiegand-Hoffmeister verheiratet.